# Radoszewice (gmina)
Radoszewice (od 1953 Osjaków) – dawna gmina wiejska istniejąca do 1953 roku w woj. łódzkim. Nazwa gminy pochodzi od wsi Radoszewice, lecz siedzibą gminy był Osjaków.
Za Królestwa Polskiego gmina Strojec należała do powiatu wieluńskiego w guberni kaliskiej.
Podczas I wojny światowej przedzielona na rzece Warcie granicą niemiecko-austriacką. Wschodnia część weszła w skład gminy Osjaków w strefie austriackiej, a zachodnia część w skład nowej gminy Gmina Nowa Wieś w strefie niemieckiej. W skład obu gmin weszła też podzielona na dwie części gmina Konopnica. W 1917 roku gminę Osjaków przemianowano na Radoszewice. W 1917 roku gmina Radoszewice liczyła 8761 mieszkańców. W związku z unieważnieniem zmian w podziale administracyjnym Królestwa Polskiego wprowadzonych przez okupantów, w marcu 1919 przywrócono gminy Radoszewice i Konopnica w ich oryginalnych granicach.
W okresie międzywojennym gmina Radoszewice należała do powiatu wieluńskiego w woj. łódzkim. Po wojnie gmina zachowała przynależność administracyjną. Według stanu z dnia 1 lipca 1952 roku gmina składała się z 27 gromad: Borki, Bugaj Radoszewicki, Czernice, Delfina, Dębina, Dolina Czernicka, Drobnice, Felinów, Gabryelów, Huta Czernicka, Jasień, Józefina, Katarzynopole, Kuszyna, Kuźnica Ługowska, Laski, Lipnik, Lipnik kol., Nowa Wieś, Osjaków, Pieńki Laskowskie, Radoszewice, Raducka Kolonia, Raducki Folwark, Raduczyce, Zmyślona i Zofia.
21 września 1953 roku jednostka o nazwie gmina Radoszewice została zniesiona przez przemianowanie na gminę Osjaków. 